# Communauté de communes de Rochebaron à Chalencon
La communauté de communes de Rochebaron à Chalencon est une ancienne communauté de communes française, située dans le département de la Haute-Loire en région Auvergne-Rhône-Alpes.

## Historique
Elle est créée le 23 juin 2000.
Le schéma départemental de coopération intercommunale,, approuvé le 4 mars 2016 par la commission départementale de coopération intercommunale de la Haute-Loire, prévoit la fusion, le 1er janvier 2017, de la communauté de communes de Rochebaron à Chalencon avec la communauté de communes Les Marches du Velay.
Le 1er janvier 2017, elle fusionne avec la communauté de communes Les Marches du Velay au sein de la communauté de communes Marches du Velay-Rochebaron.

## Territoire communautaire

### Composition
Elle était composée des huit communes suivantes :
| Nom                      | Code Insee | Gentilé      | Superficie (km2) | Population (dernière pop. légale) | Densité (hab./km2) |
| ------------------------ | ---------- | ------------ | ---------------- | --------------------------------- | ------------------ |
| Bas-en-Basset (siège)    | 43020      | Bassois      | 46,76            | 4 314 (2014)                      | 92                 |
| Boisset                  | 43034      | Boissetous   | 14,04            | 309 (2014)                        | 22                 |
| Malvalette               | 43127      | Malvalettois | 21,01            | 798 (2014)                        | 38                 |
| Saint-André-de-Chalencon | 43166      |              | 17,20            | 345 (2014)                        | 20                 |
| Saint-Pal-de-Chalencon   | 43212      | Saint-Palous | 28,95            | 1 016 (2014)                      | 35                 |
| Solignac-sous-Roche      | 43240      | Solignacois  | 8,65             | 233 (2014)                        | 27                 |
| Tiranges                 | 43246      | Tirangeois   | 26,83            | 468 (2014)                        | 17                 |
| Valprivas                | 43249      |              | 23,66            | 482 (2014)                        | 20                 |

### Démographie
| 1968  | 1975  | 1982  | 1990  | 1999  | 2008  | 2013  |
| ----- | ----- | ----- | ----- | ----- | ----- | ----- |
| 5 762 | 5 275 | 5 313 | 5 691 | 6 267 | 7 338 | 7 945 |

## Administration

### Siège
Le siège de la communauté de communes est situé place de la liberté à Bas-en-Basset.

### Les élus
Le conseil communautaire de la communauté de communes de Rochebaron à Chalencon se compose de 26 membres représentant chacune des communes membres.
Ils sont répartis comme suit :
| Nombre de délégués | Communes                                                                    |
| ------------------ | --------------------------------------------------------------------------- |
| 2                  | Boisset, Saint-André-de-Chalencon, Solignac-sous-Roche, Tiranges, Valprivas |
| 3                  | Malvalette, Saint-Pal-de-Chalencon                                          |
| 10                 | Bas-en-Basset                                                               |

### Présidence
Le président actuel de la communauté de communes est Bernard Chapuis.